# NGC 5168
NGC 5168 is een open sterrenhoop in het sterrenbeeld Centaur. Het object werd op 16 juni 1835 ontdekt door de Britse astronoom John Herschel.

## Synoniemen
- OCL 905
- ESO 132-SC10